# Mats Åhlberg
Temple de la renommée du hockey suédois : 2014
Mats Åhlberg, né le 16 mai 1947 à Avesta en Suède, est un joueur suédois de hockey sur glace.
Avec l'équipe de Suède de hockey sur glace, il remporte la médaille de bronze olympique en 1980 à Lake Placid. Il a également participé aux Jeux de 1972 et à la Coupe Canada 1976.

## Statistiques

### En équipe nationale
| Année | Équipe | Compétition |   | PJ | B | A | Pts | Pun | +/-                |  | Résultat |
| 1972  | Suède  | JO          | 2 | 1  | 1 | 0 | 2   | 0   | 4e place           |  |          |
| 1980  | Suède  | JO          | 7 | 6  | 4 | 0 | 13  | 0   | Médaille de bronze |  |          |

## Trophées et honneur personnel
- Médaille de bronze olympique de hockey sur glace en 1980 à Lake Placid (États-Unis).